# Francisco Gómez Marijuán
Francisco Gómez Marijuán CMF (* 25. April 1906 in Villanueva del Conde; † 26. Januar 1979) war ein römisch-katholischer Ordensgeistlicher und Bischof von Malabo.

## Leben
Francisco Gómez Marijuán trat der Ordensgemeinschaft der Claretiner bei und empfing am 15. April 1930  die Priesterweihe. Papst Pius XII. ernannte ihn am 14. November 1957 zum Apostolischen Vikar von Fernando Poo und Titularbischof von Sinna.
Der Bischof von Albacete, Arturo Tabera Araoz, spendete ihm am 15. Juni des nächsten Jahres die Bischofsweihe; Mitkonsekratoren waren Juan Solá y Farrell OFMCap, Apostolischer Vikar von Bluefields, und Narciso Jubany Arnau, Weihbischof in Barcelona.
Er nahm an allen Sitzungsperioden des Zweiten Vatikanischen Konzils teil. Mit der Erhebung zum Bistum am 3. Mai 1966 wurde er zum Bischof von Santa Isabel ernannt. Am 9. Mai 1974 trat er von seinem Amt zurück.